# Chambéry Savoie Handball
Il Chambéry Savoie Handball è una squadra di pallamano francese avente sede a Chambéry.

Il club è stato fondato nel 1983 ed attualmente milita in Division 1 del campionato francese.

Nella sua storia ha vinto 1 campionato francese, 1 Coppa di Lega e 1 Trophée des champions

Disputa le proprie gare interne presso Le Phare di Chambéry il quale ha una capienza di 4.423 spettatori.

## Palmarès

### Trofei nazionali
- Campionato francese: 1
2000-01
- Coppa di Lega: 1
2001-02
- Trophée des champions: 1
2013-14